# Kwajaleini csata
A kwajaleini csata a második világháború egyik ütközete volt a csendes-óceáni hadszíntéren 1944. január 31. és február 6. között. Az összecsapás eredményeként az amerikai tengerészgyalogosok elfoglalták a szigetet.

## A bázis

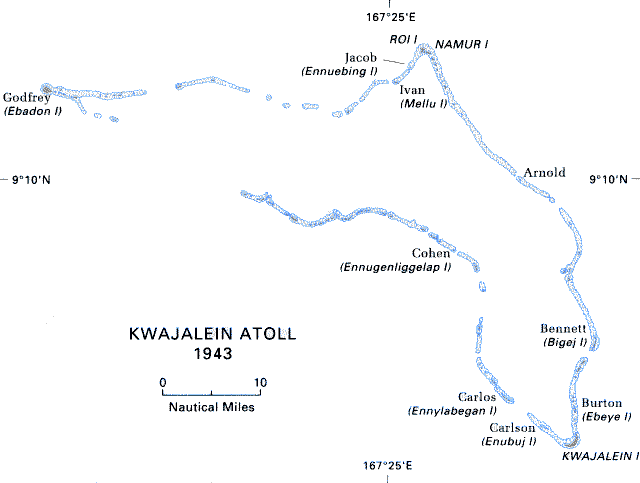
A sziget térképe

A Marshall-szigetekhez tartozó Kwajalein a világ legnagyobb atollja: a 93 szigetecskéből álló képződmény teljes hossza 106 kilométer. Lagúnájának területe 16,3 négyzetkilométer, és 25 átjáró vezet oda a korallszirtek között. A hatalmas és mély lagúna kiváló horgonyzóhely volt, bár a sok bejárat némileg védtelenné is tette a tengeralattjárókkal szemben. Kwajalein volt a Marsall-szigeteki japán bázisok legfontosabbja. Az atollt a japánok 1914-ben, az első világháborúban foglalták el, és megszállva tartották még 1944-ben is.
A japánok két repülőteret építettek az atollon: egyet az egész szigetcsoportnak nevet adó Kwajalein szigetecskén, egyet pedig Roi-Namuron. Az utóbbit szinte teljesen beborította a három kifutópálya, amelyet 72 torpedóvető repülőgép és száz vadász használt. A Kwajalein reptér kifutópályája 1200 méter hosszú volt.
Kwajalein szigetecske félhold alakú, négy kilométer hosszú és 730 méter széles. A földdarabot kókuszpálmák és cserjék borították, elsősorban az északi részen. A part mentén egy út haladt körbe. A japánok harckocsiakadályokat telepítettek a szigeten. Az atollt az óceáni oldalon 90-120 méter széles korallzátony vette körbe, amely apálykor teljesen kiemelkedett a vízből. A lagúnában 460-730 méter széles volt a virágállatok telepe, de kisebb volt a hullámzás. Ebeyénél egy hidroplánbázist építettek ki a japánok.
Kwajalein volt a 6. flotta, a japán tengeralattjáró-erő főhadiszállása. Az innen induló búvárhajók ellenőrizhették a Hawaii környéki vizeket, ami kiemelt fontosságú volt a Pearl Harbor elleni légitámadás és a Wake-szigetek elleni invázió idején.

## A hadjárat kezdete
Chester Nimitz admirális, nem hallgatva beosztott parancsnokaira, úgy döntött, hogy nem foglalkozik a Marshall-szigetek kisebb japán garnizonjaival, hanem egyből a főszigetet, Kwajaleint támadja meg. Az események őt igazolták, ugyanis a japánok is a külső atollok elleni akciókra számítottak, ezért sok katonát irányítottak oda főhadiszállásukról. Az amerikaiak, tanulva a tarawai csatából, jóval komolyabban és hatékonyabban bombázták a szigetet az invázió megkezdése előtt, és nagyobb figyelmet szenteltek az árapálynak is. Ennek köszönhetően kisebb lett a veszteségük, holott nagyobb helyőrséggel néztek szembe, mint Tarawán.
Az előzetes bombázások 1943. december 4-én kezdődtek, amikor hat repülőgép-hordozó, tíz cirkáló és 11 romboló támadta meg Kwajaleint. A 249 amerikai gép elsüllyesztett hat szállítóhajót és elpusztított 55 japán repülőt. Az amerikaiak vesztesége öt gép volt. Az akció nem járt a várt sikerrel, mert a japánokat nem érte váratlanul, így sikerült ötven gépet felemelniük. A flotta visszavonult, mivel nem volt éjszakai vadászkísérete. A manőver közben a Lexington hordozó torpedótalálatot kapott, és húsz percen át irányíthatatlanul sodródott.
1944 januárjában hosszú távú bombázók támadták a japánokat, de nem sikerült teljesen megsemmisíteni Marshall-szigeteki légierejüket. Január 29-étől hat amerikai akció indult a hordozókról, ezek végül elpusztították a megmaradt japán repülőgépeket. A légitámadások a partraszállások idején is folytatódtak, és február 6-án, az Eniwetok elleni akcióval fejeződtek be. Az utolsó japán repülőgépet január 29-én lőtték le Kwajalein felett. Az amerikaiak 4021 légicsapást hajtottak végre, amelyek során 49 gépet és 48 pilótát vesztettek.

## Partraszállások

### Roi-Namur
A partraszállások január 31-én kezdődtek. Az első akciót a szigetcsoport északi csücskénél hajtották végre Ennuebing és Mellu ellen, amelyek a Roi-Namur (két összekötött szigetecske) délnyugati szorosát védték. A szigetecskék védelme gyenge volt, a tengerészgyalogosok hamar megtisztították, majd felállították tüzérségüket. A lagúnába vezető szorost aknaszedők fésülték át, majd a katonák partra szálltak Ennubirron és Ennuemenneten, a Roi-Namurtól délkeletre eső szigetecskéken. Az akciókban 24 tengerészgyalogos esett el vagy tűnt el, negyven megsebesült.
A Roi-Namur elleni fő támadás február 1-jén indította meg a 4. tengerészgyalogos-hadosztály két ezrede. A megerősített szigeten mintegy háromezer japán katona állomásozott. A szigetet kilenc épület és 65 bunker védte. Az amerikaiak szerencséjére ezek közül a legerősebbek, amelyek betonfalai 1,2 méter szélesek és acélborításúak voltak, nem a lagúna, hanem a nyílt óceán felől védték a szigetet. A hadihajók, szemben a Betiónál felhasznált 2400 tonna lőszerrel, mintegy 6000 tonna lövedék lőttek ki.
A Roin partraszálló egységeknek nem okozott gondot áthaladni a partot övező korallzátonyokon. A szigetet gyorsan lerohanták, és 17 órára megszűnt az ellenállás. A japánok közül sokan öngyilkosságot követtek el.
Namuron komolyabb ellenállás várta az amerikaiakat, így a sziget csak február 2-án esett el. A csata során a tengerészgyalogosok véletlenül megsemmisítettek egy lőszerraktárat, amelynek robbanása 300 méter magasra csapott fel, és negyven amerikait megölt. Az egyik katonát, aki csodával határos módon túlélte a robbanást, a heves kitörés ötven méterre repítette a lagúnába. A tengerészgyalogosok teljes vesztesége 740 fő volt. A csatában 3700 japán halt meg.

### Kwajalein

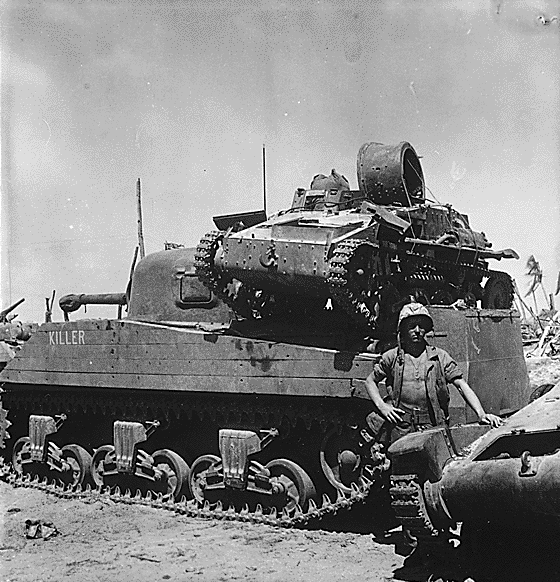
Kilőtt japán tank egy Sherman harckocsin

Az invázió január 31-én indult az atoll déli csücskénél. A szigettől nyugatra fekvő Geát és Ninnit gyorsan elfoglalták a tengerészgyalogosok, habár Ninni helyett először Gehh-szigetet támadták meg tévedésből. A hibát korrigálták, majd február 2-án visszatértek, és megölték a szigetecskét védő 125 japánt, akik egy korábban elsüllyesztett járőrhajó legénységét alkották. Ebben az akcióban három amerikai meghalt, 21 megsebesült. A katonák itt 75 titkos japán kikötő tervrajzát találták meg.
Eközben a tengerészgyalogosok partra szálltak a Gea és Kwajalein között fekvő Enubujon and Ennylabeganon is. A gyenge ellenállást hamar legyűrték, és Enubujon felállították a Kwajaleint célző ütegeket.
Kwajalein február 1-jén támadták meg a tengerészgyalogosok. A rossz idő miatt csak kevés légi támogatást kaptak, de hét csatahajó és három nehézcirkáló lőtte a szigetet. További 161 tonna lőszert használtak el az enubuji tüzérek. A partraszállás a félhold alakú lagúna belső felén azt jelentette volna, hogy a tengerészgyalogosoknak kereszttűzben kell elérniük az atollt, ezért ezt az opciót a tervezők elvetették. A nyílt tenger felőli támadás még erősebb védelmi rendszerrel találkozott volna, ezért az amerikaiak a földdarab legnyugatibb pontját célozták meg.
A támogató tűz annyira pontos volt, hogy a partraszállás első 12 percében 1200 katona özönlötte el a szigetet veszteség nélkül. Később a tüzérség a part helyett az atoll belsejét kezdte lőni.
Kwajaleint nagyjából 15 bunker védte, többségük az óceán felől, a helyőrséget körülbelül 4800 katona alkotta. Az ellenállás kezdetben gyenge volt, két órával a partraszállás után azonban szervezettebbé vált. Éjszakáig a tengerészgyalogosok 870 métert nyomultak előre. Éjjel 11 órakor a japánok kisebb ellentámadást indítottak, de az amerikaiak visszaverték őket. Másnap harckocsik támogatásával folytatódott az előrenyomulás, és éjszakára a sziget fele amerikai kézre került.
A leghevesebb ellenállást február 3-án fejtették ki a japánok az egyik kikötő épületeinek körzetében. A csendes-óceáni hadműveletek egyik első „utcai harca” zajlott itt. Éjszaka két ellentámadást vertek vissza a tengerészgyalogosok, és másnap az egész sziget elesett. Az amerikai veszteség 1130 ember volt. A védők közül csak 265 adta meg magát, többségükben koreai építőmunkások.
Az atoll többi szigetét különösebb erőfeszítés nélkül foglalták el a tengerészgyalogosok, kivéve Ebeyét, ahol a japán hidroplánbázis üzemelt. Az amerikaiak heves bombázás után szálltak partra február 3-án az atoll déli felén. A parton szinte semmi ellenállás nem volt, de a sziget belsejében komolyabb harcok alakultak ki. Február 4-ére Ebeye amerikai kézre került.
A teljes Kwajalein-atollt február 6-ára tisztították meg. A harcokban összesen 372 amerikai katona esett el, 1582 megsebesült. A védők közül 7870 halt meg, 265 pedig fogságba került.

## Amerikai bázisok
Az atoll elfoglalása után az amerikaiak gyorsan felújították és üzembe helyezték a Roi-Namuron található repülőteret, amelyet Dyess Fieldnek neveztek el. Szintén helyrehozták az ebeyei hidroplánbázist. Az első vadászgép február 15-én szállt le. Kwajalein-szigeten két kifutópályát építettek, egy 1200 méterest és egy 1900 méterest. 1944. április 1-jén már 14 ezer amerikai állomásozott Kwajaleinen, hatezer Roi-Namuron és néhány ezer Ebeyén.